# Plamteća zvijezda
Plamteća zvijezda (engl. Blazing Star) tipičan je simbol u slobodnom zidarstvu koji se prikazuje kao petokraka zvijezda iz koje izbijaju zrake svjetlosti, često s velikim slovom "G" u središtu. Ovaj simbol ne pojavljuje se ni u jednom drugom kontekstu osim unutar slobodnog zidarstva te ima bogatu simboliku koja seže u različite kulturne, filozofske i duhovne tradicije.

## Povijest i podrijetlo
Plamteća zvijezda ima dugu povijest koja nadilazi okvire slobodnog zidarstva. Iako je danas čvrsto vezana uz rituale i simboliku slobodnog zidarstva, njezini oblici i značenja javljali su se u različitim civilizacijama kroz tisućljeća.

### Drevna simbolika
Petokraka zvijezda pojavljuje se u mnogim drevnim kulturama. U Mezopotamiji, simbol zvijezde korišten je za označavanje božanstava i nebeskih tijela, osobito planeta. Stari Egipćani su obožavali zvijezdu Sirius, čije se ponovno pojavljivanje na nebu povezivalo s poplavom Nila i početkom nove godine. Sirius je također bio važan u religijskom kontekstu jer je simbolizirao božansku prisutnost i obnovu života.
Pitagorejci su koristili petokraku, tzv. pentalfa, kao simbol zdravlja i harmonije. Vjerovali su da ona izražava savršene proporcije i božanski red prirode. Zvijezda je služila i kao znak pripadnosti njihovoj školi te kao talisman protiv zla.
U hebrejskoj tradiciji, pentagram se povremeno koristio kao simbol pet knjiga Tore, dok je u srednjem vijeku bio povezan s misticizmom, hermetizmom i alkemijom, pri čemu je često označavao mikrokozmos i unutarnje svjetlo pojedinca.

### Ulazak u slobodno zidarstvo
Plamteća zvijezda počinje se pojavljivati u ritualima tijekom 18. stoljeća, osobito nakon objave Andersonovih Konstitucija 1723. godine, kada se slobodno zidarstvo sve više strukturira kao simbolički i filozofski sustav. Prvi poznati prikazi plamteće zvijezde s jasno definiranim značenjem nalaze se u američkim i britanskim ritualima iz druge polovice 18. stoljeća.
Najraniji američki rituali slobodnih zidara već sredinom 18. stoljeća prikazuju plamteću zvijezdu kao simbol koji obasjava put istine i vrline. Mnogi povjesničari pretpostavljaju da je uključivanje ovog simbola povezano s prosvjetiteljskim idealima tog vremena – svjetlost kao metafora znanja, razuma i božanske prisutnosti.
U Engleskoj, u kontekstu Kraljevskog luka i kasnije Drevnog i prihvaćenog škotskog obreda, plamteća zvijezda dolazi do izražaja u višim stupnjevima, gdje simbolizira prosvjetljenje kroz inicijaciju i pristup tajnama svemira. U nekim varijantama obreda, pojavljuje se zajedno s takozvanim nebeskim svodom ili svetom središnjom točkom.

### Ikonografski razvoj
Vizualno, plamteća zvijezda se s vremenom razvila. Prvotno je prikazivana kao jednostavna petokraka zvijezda, često u zlatnoj ili srebrnoj boji. Kasnije je oko nje dodano zrake svjetlosti ili plameni jezici, što je simboliziralo intenzitet božanske svjetlosti. U središte zvijezde često je umetnuto slovo "G", koje se tumači kao početno slovo engleskih riječi God (Bog) ili Geometry (geometrija), ističući temeljne vrijednosti slobodnog zidarstva – vjeru u Vrhovno Biće i razumijevanje univerzalnog reda.

## Simbolika u slobodnom zidarstvu
Plamteća zvijezda nosi višestruku simboliku unutar tradicije slobodnog zidarstva:
- Predstavlja sveprisutnost Boga, Velikog arhitekta Svemira, koji prosvjetljuje i vodi ljude prema istini i mudrosti.
- U nekim interpretacijama simbolizira zvijezdu Betlehema koja je vodila mudrace do mjesta Isusova rođenja, predstavljajući duhovno vodstvo i otkrivenje .
- Tumači se i kao simbol Sunca, izvora svjetlosti i života, koji donosi blagoslove čovječanstvu.
- U nekim ritualima predstavlja vrlinu razboritosti, koja vodi prema ispravnom ponašanju i životnom putu.
- U središtu zvijezde često se nalazi slovo "G", koje može označavati "God" (Bog) ili "Geometry" (geometriju), naglašavajući važnost božanskog i znanstvenog u filozofiji slobodnog zidarstva.[10][9]

## Uloga u ritualima
Plamteća zvijezda je ključni element u različitim stupnjevima masonskih rituala, posebno u Drevnom i prihvaćenom škotskom obredu. Simbolizira prosvjetljenje, duhovni napredak i težnju prema istini. U nekim ritualima, slobodni zidar koji napreduje u znanju i vrlinama opisuje se kao "plamteća zvijezda" koja sjaji u tami.